# Central hidroelèctrica d'Espot
La central hidroelèctrica d'Espot, o de la Torrassa, està situada a la localitat d'Espot, a la comarca de la Pallars Sobirà. L'edifici allotja les turbines, els alternadors i els elements de regulació i control de dues centrals hidroelèctriques (Espot i La Torrassa) en una construcció comú, i en el seu exterior hi han ubicades les unitats de transformació i de sortida de línia.
L'edifici, així com els embassaments, canonades, equips de transformació i obres auxiliars, fou construït per l'empresa Hidroelèctrica de Catalunya i posat en servei en dues fases, Espot en l'any 1951 i La Torrassa el 1955. En 1984 Hidroelèctrica de Catalunya fou adquirida per Hidroeléctrica Española i el 1994 la major part dels seus actius foren traspassat a Enher, en aquell moment filial d'Endesa, la qual absorbí Enher el 1998. Actualment (gener 2020) la central és propietat d'Endesa, filial de la societat italiana Enel.
La funció principal de la central hidroelèctrica d'Espot-La Torrassa és la producció d'energia hidroelèctrica. La sortida d'aigües és al riu Noguera Pallaresa. La central és l'últim esglaó de la cadena de salts que aprofiten per a la producció elèctrica el desnivell existent de 2.000 metres entre els cims més alts de les valls de l'Escrita i de Peguera i la present central.

## Concessions hidroelèctriques
El 8 de maig de 1906 es va atorgar a Emili Riu i Periquet la concessió de dos salts del riu Escrita. Una en la que es derivaven 900 litres d'aigua del riu Escrita fins a una central a Espot i la segona on es derivaven 1.200 litres d'aigua entre un barranc per sota el poble i el Noguera Pallaresa. L'arquitecte Francesc Lamolla i Morante va fer el "Proyecto de unificación de los saltos del río Espot entre el lago de San Maurici y el pueblo de Espot", datat a Lleida l'u d'octubre de 1908.
L'any 1911 Catalana de Gas i Electricitat només tenia la concessió d'aprofitament hidroelèctric del riu Essera, a l'Aragó, mentre que els seus competidors Energia Elèctrica de Catalunya i Riegos y Fuerzas del Ebro havien acumulat concessions que els permetien construir més centrals hidroelèctriques. Volent recuperar el temps perdut, va iniciar una política molt activa de compra de concessions hidroelèctriques.
El gener de 1914 es va formalitzar la compra a Emili Riu per part de Catalana de Gas i Electricitat de la concessió dels salts, juntament amb altres de la conca alta del Noguera Pallaresa (vall d'Àneu i Llavorsí). El 1943 es va anul·lar la unificació dels salts.
Anys més tard Catalana de Gas i Electricitat traspassaria les dues concessions a la seva filial, Hidroelèctrica de Catalunya. La central hidroelèctrica d'Espot es basaria principalment en la concessió que derivava 1.200 litres d'aigua del riu Escrita aigües aval del poble d'Espot fins a la central a peu del Noguera Pallaresa. L'altra concessió seria la base de la captació d'aigua del riu Escrita aigües amunt d'Espot de la central hidroelèctrica de Sant Maurici.

## Central Hidroelèctrica d'Espot
Posada en servei el 1951, és una central hidroelèctrica de derivació d'aigües de llacs represats.

### Conques de captació
La conca de captació d'aigua de la Central Hidroelèctrica d'Espot és la de les valls de l'Escrita i Peguera; l'aigua ja ha estat prèviament turbinada per la central de Sant Maurici.
- Vall de l'Escrita. La capçalera de la vall del riu Escrita recull l'aigua de les valls de Ratera, la Coma d'Aiguabella (el Portarró d'Espot) així com de les de Monestero i Subenuix, i les concentra a l'estany de Sant Maurici (1.900 metres d'altitud). D'aquí te dues sortides; la primera és la canalització soterrada fins a la cambra de càrrega del Salt de Sant Maurici (1.892,5 metres d'altitud), on després de ser turbinada a la Central Hidroelèctrica de Sant Maurici desaigua al riu Escrita; l'altra és el propi riu Escrita que neix a l'estany de Sant Maurici i alimenta l'embassament d'Espot (1.307 metres).

- Vall de Peguera. Part de l'aigua dels nombrosos estanys de la capçalera de la vall de Peguera és derivada a la cambra de càrrega del Salt de Sant Maurici, i un cop ha estat turbinada a la Central Hidroelèctrica de Sant Maurici desaigua al riu Escrita, d'on va a parar a l'embassament d'Espot. L'altra part alimenta el Riu de Peguera, que baixa per la Vall de Peguera i desaigua al riu Escrita abans de l'embassament.

### Salt d'Espot

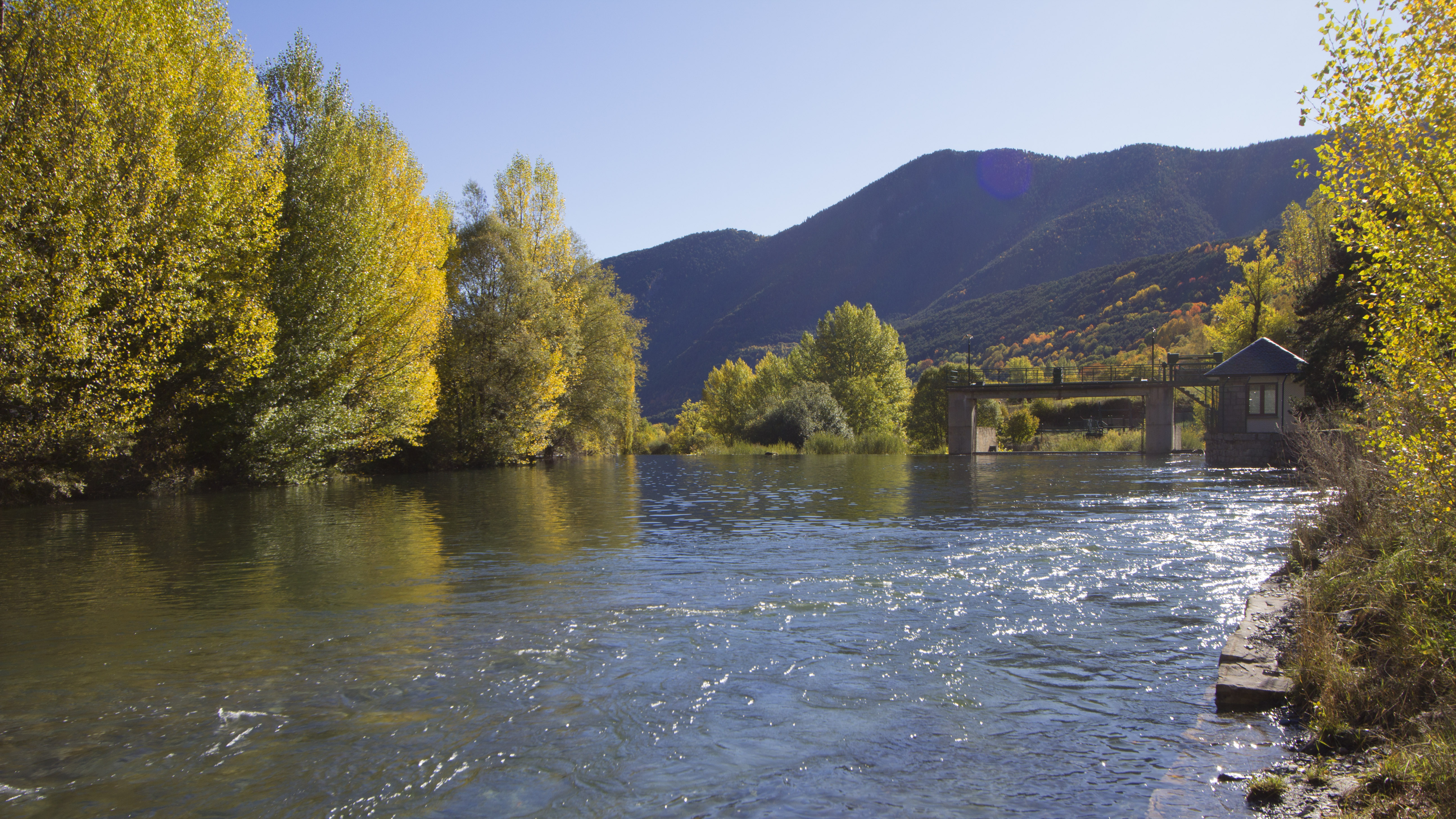
Embassament de derivació a Espot

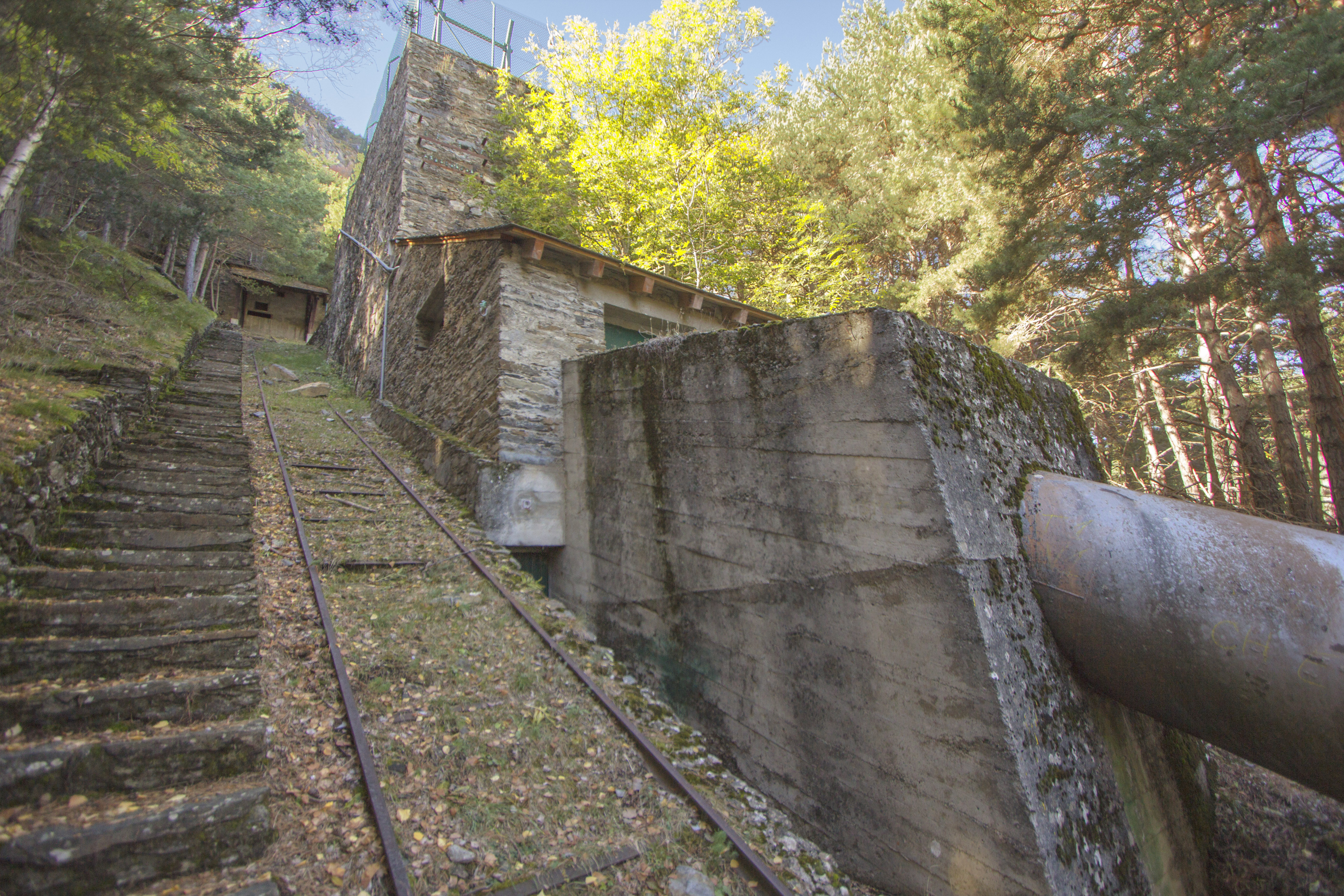
Construccions del Salt d'Espot

L'embassament d'Espot separa part del flux d'aigua cap a una canalització soterrada de 3,9 quilòmetres de longitud pel vessant obac del massís del Pui de Linya fins a trobar la cambra de càrrega del Salt d'Espot. La canalització està feta amb tubs de formigó de forma circular de 2 metres de longitud i 1,5 metres de diàmetre interior. Els tubs es fabricaren just al costat del canal, i ara el lloc, reconvertit en una agradable zona de descans, es coneix com “la fàbrica de tubs”.
Hidroelèctrica de Catalunya utilitzà la mateixa tècnica constructiva per fer el canal d'Unarre, la canalització existent entre la presa de Cerbi i el serrat d'Escobedo que es construí per a la central d'Esterri d'Àneu.
El Salt d'Espot es troba a una altitud de 1.302,4 metres, té 396 metres de desnivell i el flux d'aigua és de 3,3 metres cúbics per segon. La canonada forçada del salt té una longitud de 840 metres i està subjectada al terra per suports de formigó. Les canonades soldades foren fabricades per l'empresa La Maquinista Terrestre i Marítima en els seus tallers de Barcelona.

### Generació
L'aigua que baixa per la canonada forçada permet generar energia elèctrica a través de dos grups generadors idèntics ubicats a la sala de màquines de la central. Cada grup està compost per una turbina Pelton d'eix vertical acoblada a un alternador. L'alternador estava fabricat per General Electric Española, i subministraven una potencia de 6.100 kVA a una tensió de 6.250 V. Treballaven a un velocitat de 750 revolucions per minut.
La potència instal·lada de cada grup és de 4,82 MW, i la producció d'electricitat mitja anual de la central és de 57,8 GWh.

## Central Hidroelèctrica de La Torrassa
Es va posar en servei el 1955. És una central hidroelèctrica de derivació d'aigües d'embassament.

### Conques de captació
La Central Hidroelèctrica de La Torrassa rep l'aigua mitjançant una canonada forçada procedent del pantà de la Torrassa, el qual cobreix una conca hidrogràfica de 359,76 quilometres quadrats de superfície. El pantà està situat en el curs de la Noguera Pallaresa, de forma que concentra els cursos d'aigua de la capçalera del riu:
- Vall de la Noguera Pallaresa. El riu neix al Pla de Beret i travessant Montagarri arriba al pantà de Borén, des d'on una part del cabal es desviat per una galeria a pressió cap a la central d'Esterri d'Àneu. La resta del cabal flueix cap el pantà de la Torrassa.

- Vall de riu Bonaigua. El riu de la Bonaigua desaigua al Noguera Pallaresa a València d'Àneu, aigües avall del pantà de Borén.

- Conca del riu Unarre. Situada a l'esquerra del Noguera Pallaresa, el riu d'Unarre s'hi uneix a Esterri d'Àneu. La Noguera Pallaresa també rep l'aigua turbinada per la central d'Esterri d'Àneu.

### Salt de la Torrassa

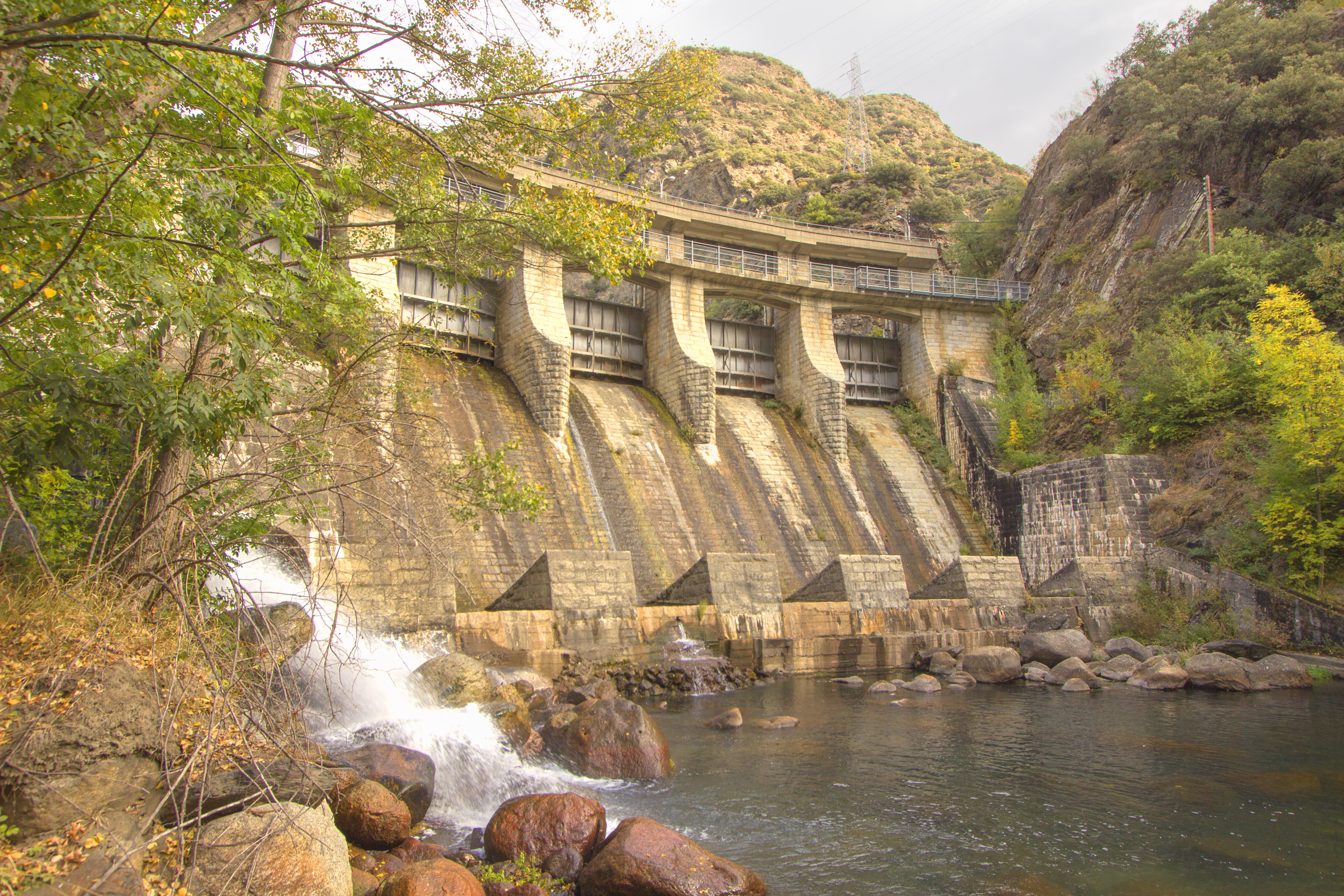
Presa del pantà de la Torrassa, amb els cinc deflectors a la seva base

De la presa de la Torrassa surt una canalització soterrada que després d'un recorregit de 682,70 metres amb un desnivell de 34,4 metres s'integra a la Central de la Torrassa. El cabal d'aigua és de 16 metres cúbics per segon.
Com les del Salt d'Espot, les canonades estan construïdes amb xapa d'acer plegada i soldada i foren fabricades per l'empresa La Maquinista Terrestre i Marítima.
Per evitar erosions en el terreny provocats per l'aigua que cau pels sobreeixidors, a la base de la presa s'hi van construir cinc deflectors de salt d'esquí, que dissipen l'energia de l'aigua primer fent augmentar la fricció de l'aigua amb l'aire i seguidament amb el xoc amb el matalàs d'aigua que troba a la seva caiguda.

### Generació
L'aigua que baixa per la canonada forçada permet generar energia elèctrica a través d'un grup generador ubicat a la sala de màquines de la central. El grup està equipat amb una turbina Francis d'eix vertical acoblat a un alternador. L'alternador estava fabricat per General Electric Española, i subministrava una potencia de 5.500 kVA a una tensió de 6.250 V. Treballava a un velocitat de 375 revolucions per minut. La potència instal·lada és de 4,35 MW, i la producció d'electricitat mitja anual de la central és de 18,6 GWh.

## Transformació i transport
El banc de transformadors és comú als dos salts, i està compost per 4 unitats GEE de 6.150 kVA. La tensió de generació és de 6.000V, i la de sortida a la xarxa, un cop passada pels transformadors, és de 110.000V. L'electricitat viatja a Llavorsí per mitjà d'una línia d'alta tensió, on s'integra a la xarxa estatal.
Cal fer notar que per fer les pilones de les línies de transport i les estructures de l'estació de transformació no es disposava de ferro, i tots aquests elements es feren amb pals de formigó.

## Resum característiques i producció

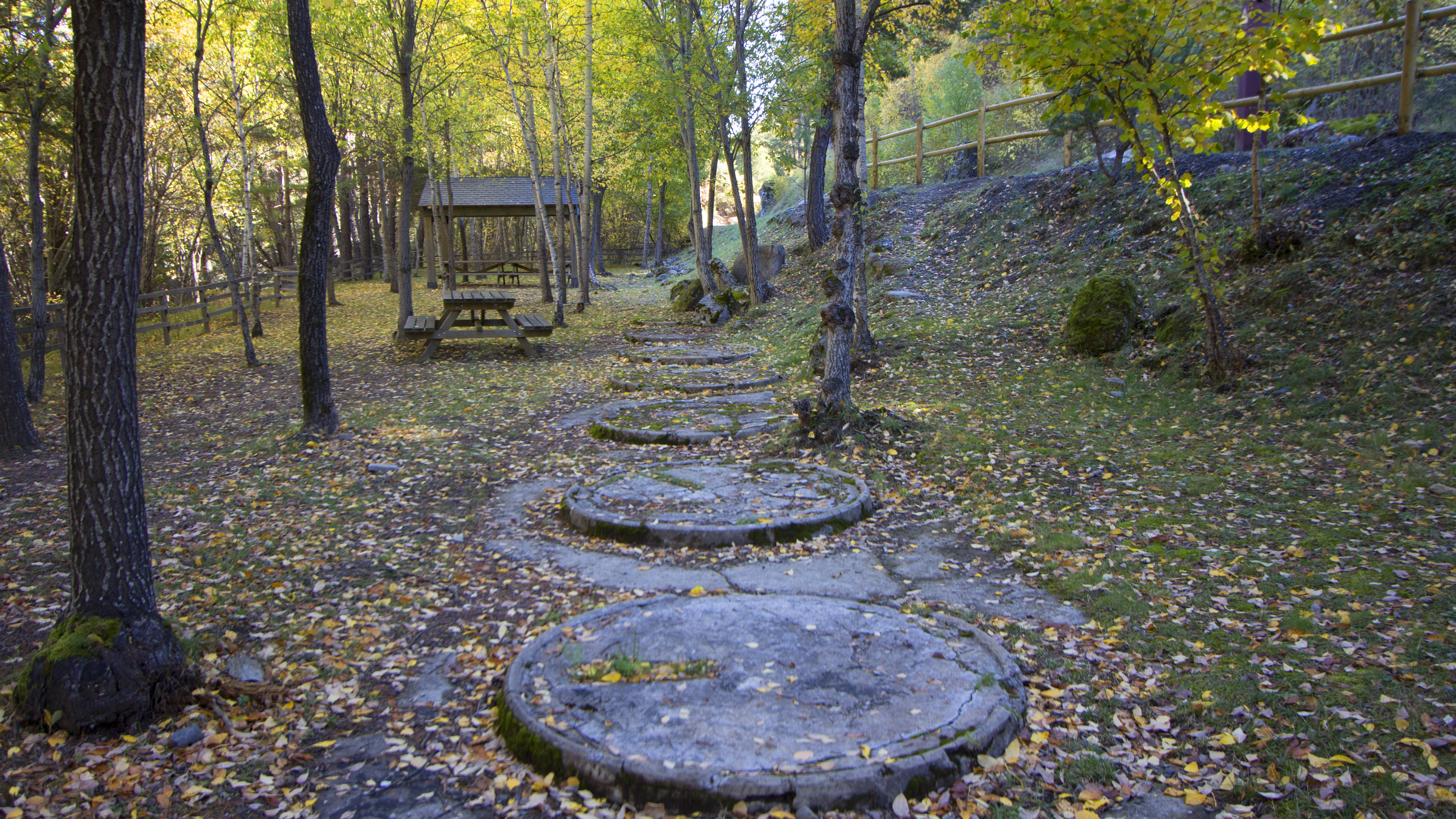
Àrea d'esbarjo ubicada a l'antiga ubicació de la "fàbrica de tubs"

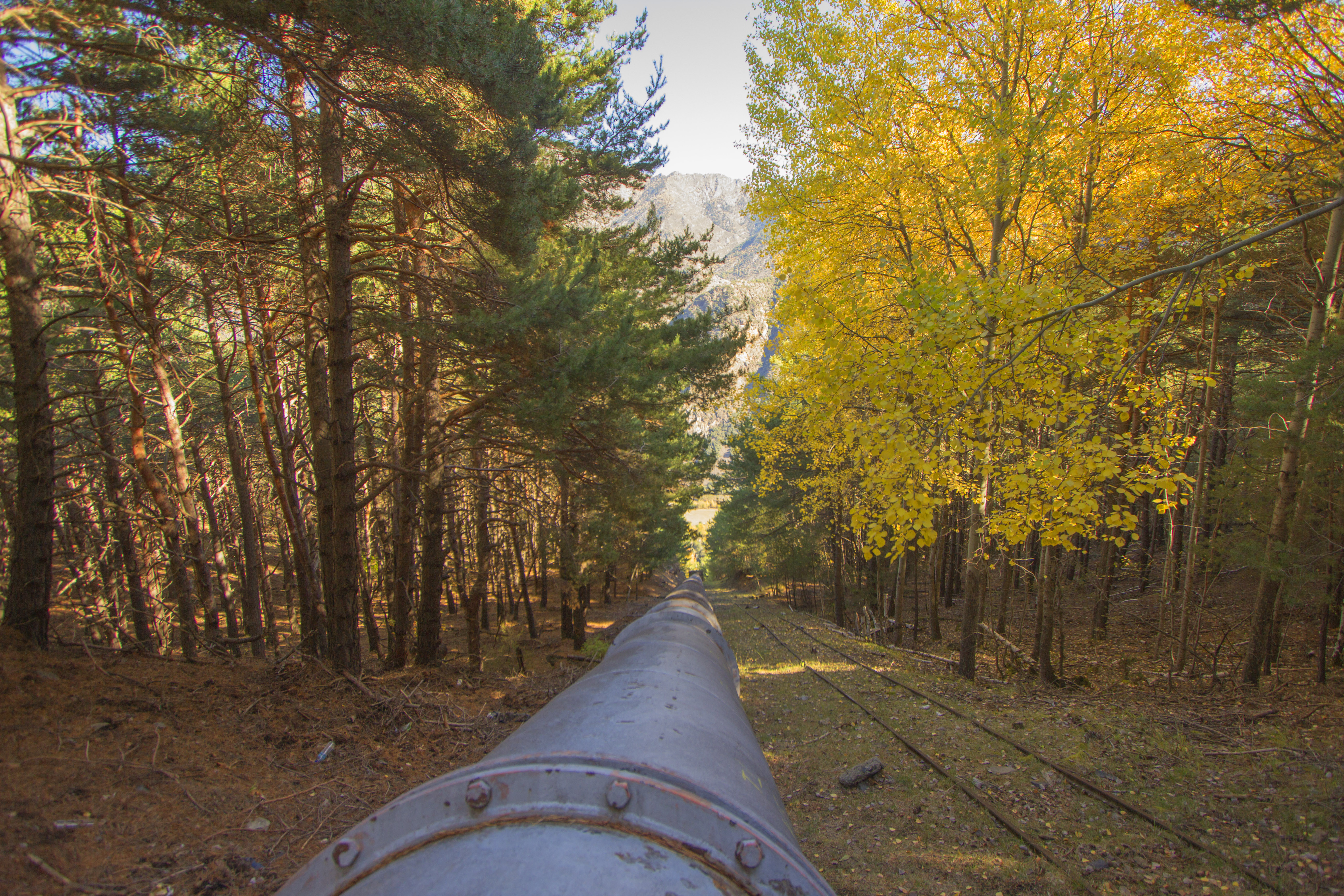
canonada forçada inicial del Salt d'Espot, i de les vies del funicular que en va permetre la construcció

|                               | Central Hidroelèctrica d'Espot  | Central Hidroelèctrica de La Torrassa |
| Any posada en marxa           | 1951                            | 1955                                  |
| Construïda per                | Hidroelèctrica de Catalunya     | Hidroelèctrica de Catalunya           |
| Operada per                   | Endesa                          | Endesa                                |
| Salt                          | Espot                           | La Torrassa                           |
| Riu                           | Escrita                         | Noguera Pallaresa                     |
| Altitud                       | 1.302,40 metres                 | 920,00 metres                         |
| Desnivell                     | 396,00 metres                   | 34,40 metres                          |
| Longitud canonada forçada     | 840 metres                      | 682,70 metres                         |
| Cabal d'aigua nominal         | 3,3 metres cúbics/segon         | 16 metres cúbics/segon                |
| Sala de màquines              |                                 |                                       |
| Altitud                       | 911,60 metres                   | 911,60 metres                         |
| Nombre de grups               | 2                               | 1                                     |
| Turbines per grup             | 1 turbina Pelton d'eix vertical | 1 turbina Francis d'eix vertical      |
| Potencia instal·lada per grup | 4,82 MW                         | 4,35 MW                               |
| Potència instal·lada total    | 9,64 MW                         | 4,35 MW                               |
| Producció mitja total anual   | 57,8 GWh                        | 18,6 GWh                              |

## Mesura d'eficiència

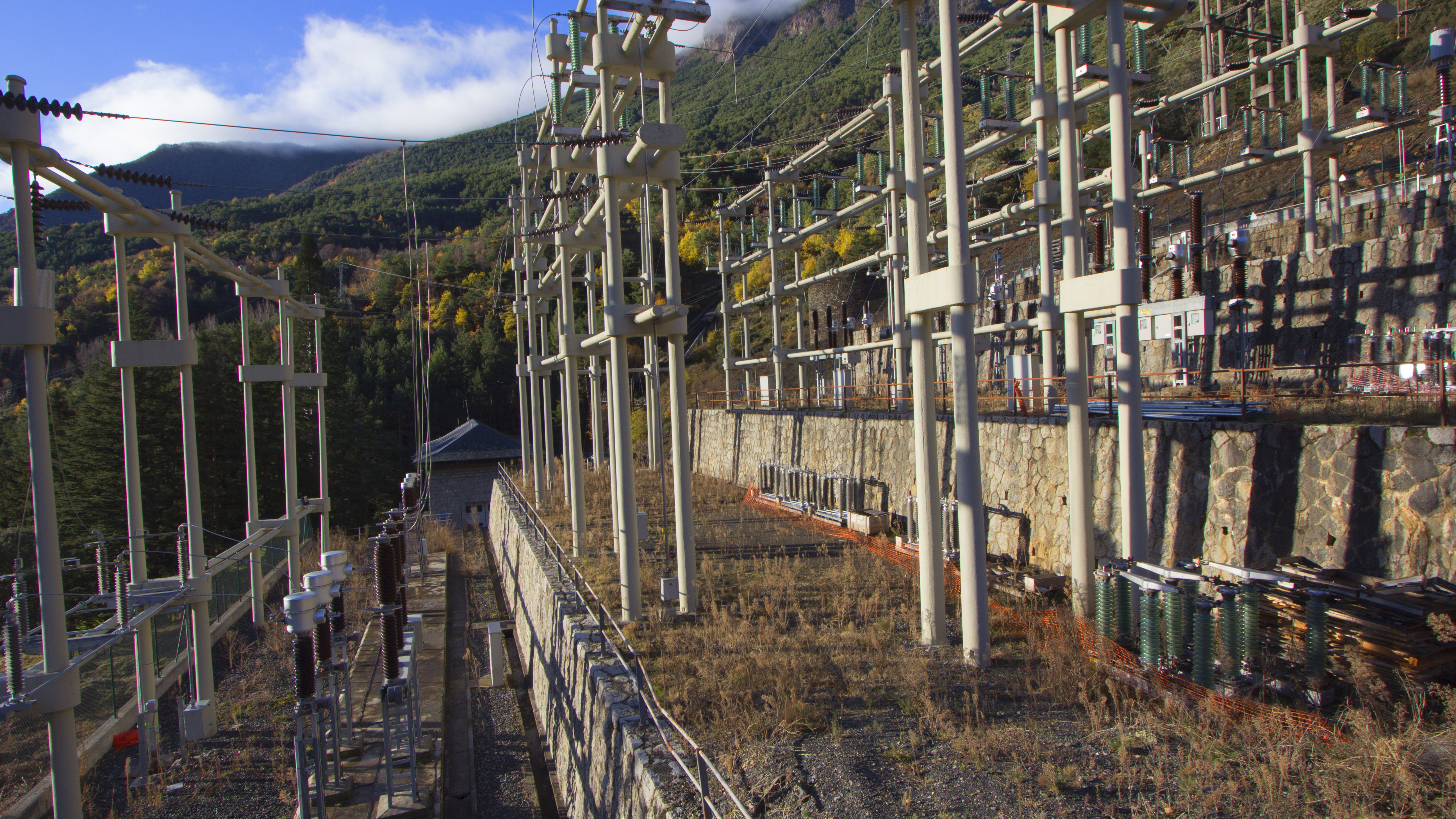
Estructures de formigó de la subestació elèctrica de la Central Hidroelèctrica d'Espot

A partir de les dades de característiques tècniques i producció de cadascuna de les centrals, es poden obtenir indicadors de la seva eficiència.
|                      | Central Hidroelèctrica d'Espot | Central Hidroelèctrica de La Torrassa |
| Mesures d'eficiència |                                |                                       |
| Potència mitja anual | 6,60 MW                        | 2,12 MW                               |
| Factor de planta     | 0,6760                         | 0,4881                                |

El factor de planta proporciona un indicador de l'eficiència en la producció d'energia. La tendència en el disseny de les centrals hidroelèctriques és que operin com a plantes per pics o puntes, entrant en operació durant les hores de major demanda d'energia en el sistema elèctric. Per a això cal una gran capacitat instal·lada, atès que durant aquestes hores el sistema elèctric necessita aquesta potència. Un altre factor que afecta molt a aquest indicador és la disponibilitat d'aigua, o la seva estacionalitat. De fet l'aigua les dues centrals (Espot i La Torrassa) procedeix de la fusió de neu durant el desgel, així com de les pluges de la primavera i la tardor. El factor de planta de les centrals alimentades per desgel tendeix a estar en una forquilla de valors de 0,25-0,17. El fet que el factor de planta d'aquestes centrals sigui superior a la forquilla esperada i també als valors de les centrals de Arties i Aiguamoix (les dues a la central d'Arties) i als de la Central Hidràulica de la Pobla de Segur pot indicar una disponibilitat d'aigua menys estacional i una producció amb més continuada.

## Impacte local
Des de del segle XX s'havien construït per iniciativa privada o municipal petites centrals hidroelèctriques al pobles de la zona, encara que no van poder mai garantir un subministrament estable i continuat i amb la potència necessària per a les activitats industrials i de tota mena que impulsaven el creixement econòmic
. A partir de la posada en funcionament de la Central d'Espot van anar deixant de funcionar, com va ser el cas de les centrals de Sorpe, Escaló, Escart, Unarre i Esterri d'Àneu. L'última d'aquesta vall a tancar fou la central del poble de Son el 1985.

## Lo Mall
A prop de la central, aigües amunt de la Noguera Pallaresa, es troba lo Mall, un tros de ferro encastat a terra que sobresurt quasi un metre de terra. Una llegenda explica que es tracta de l'arma inacabada d'un gegant; la llegenda inspirà a Jacint Verdaguer un fragment del Canigó:
Tot passant pel pla d'Esterri
pel camí que baixa a Gerri
mal clavada en un llis d'herba,
ha ovirat, fèrria i superba,
la gran maça de Rotllan. Jacint Verdaguer, Canigó
Tanmateix, estudis més recents relacionen aquestes peces de ferro (són dues) amb una farga que hi podia haver hagut en els entorns, potser a la Guingueta d'Àneu. La peça més gran, situada horitzontalment, és un mall de forjar, de mida mitjana, mentre que la vertical deu ser una enclusa gran.